# Health for Future
Health for Future ist ein Zusammenschluss von Menschen aus dem Gesundheitsbereich, die sich für den Klimaschutz einsetzen. Es gibt mehr als 60 Ortsgruppen in Deutschland und Österreich.
Die beiden wesentlichen Arbeitsfelder sind die Auswirkungen des Klimawandels auf die Gesundheit (Planetary Health) und die Möglichkeiten, das Gesundheitssystem klimafreundlicher zu gestalten.

## Entstehung
Health for Future wurde im August 2019 gegründet und gehört zum Umfeld der Fridays-for-Future-Bewegung. Initiiert wurde Health for Future durch die Deutsche Allianz Klimawandel und Gesundheit.

## Ziele
Health for Future tritt dafür ein, dass
- die „Behandlung“ der Klimakrise und ihrer Folgen für die Gesundheit eine zentrale Aufgabe des Gesundheitssektors wird,
- die Ziele des Pariser Abkommens und der 1,5-°C‑Begrenzung eingehalten werden,
- Deutschland bis 2035 klimaneutral wird,
- die gesundheitlichen Auswirkungen des Klimawandels bei sämtlichen Klimaschutzmaßnahmen berücksichtigt werden,
- das Thema Klimawandel und Gesundheit in den Curricula der Aus-, Fort- und Weiterbildungen der Gesundheitsberufe verpflichtend verankert wird.

Health for Future weist darauf hin, dass 5,2 % der Treibhausgasemissionen in Deutschland vom Gesundheitswesen verursacht werden. Ansatzpunkte sind zum Beispiel Telemedizin, Vermeidung von Einmalartikeln, ein klimafreundlicher und gleichzeitig gesünderer Ernährungsstil und ein umweltfreundliches Investitionsverhalten von Versorgungswerken aus dem Gesundheitssektor.

## Organisation, Aktivitäten
Health for Future ist in mittlerweile mehr als 60 Ortsgruppen in Deutschland und Österreich organisiert. Ärzte, Pflegekräfte, Therapeuten, Studierende und Auszubildende der Gesundheitsberufe und Beschäftigte im Gesundheitssektor beteiligen sich an Demonstrationen und Mahnwachen, betätigen sich politisch und arbeiten daran, dass Krankenhäuser und Praxen klimaneutral werden. Zudem bemüht sich Health for Future um ein klimafreundliches Divestment im Gesundheitssektor. Health for Future veranstaltet Fortbildungen zu Themen aus Gesundheitswesen, Klimaschutz und Politik.